# Tísek
Tísek – gmina w Czechach, w powiecie Nowy Jiczyn, w kraju morawsko-śląskim. Według danych z dnia 1 stycznia 2012 liczyła 962 mieszkańców.
Dzieli się na dwie części:
- Karlovice
- Tísek